# 南索格蒂斯 (紐約州)
南索格蒂斯（英語：Saugerties South）是位於美國紐約州阿爾斯特縣的普查規定居民點。

## 人口
根據2020年美國人口普查的數據，南索格蒂斯的面積為3.34平方千米，當中陸地面積為2.76平方千米，而水域面積為0.58平方千米。當地共有人口2442人，而人口密度為每平方千米731.14人。